# Albulina caeruleopunctata
Albulina caeruleopunctata är en fjärilsart som beskrevs av Wheeler 1903. Albulina caeruleopunctata ingår i släktet Albulina och familjen juvelvingar. Inga underarter finns listade i Catalogue of Life.